# Kavaii

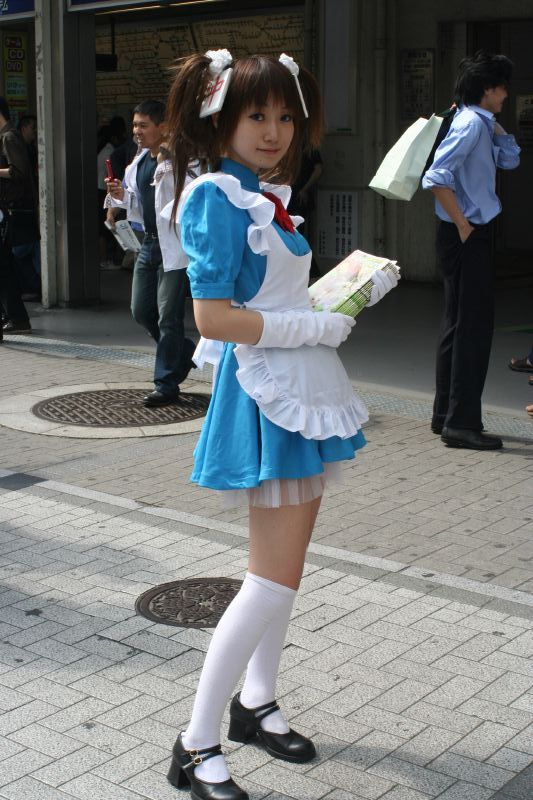
Kavaii lány

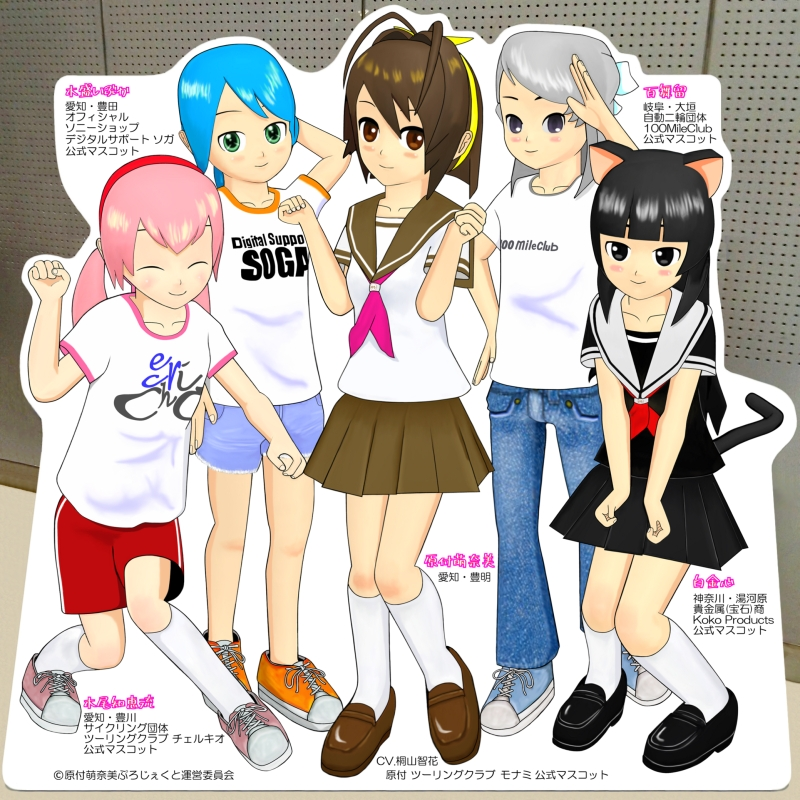
Japán kavaii lány karakterek

A kavaii (可愛い [kaw͍ai.i]; Hepburn: kawaii) japán szó, jelentése aranyos. Az 1970-es évektől az aranyosság a japán kultúrában jóval többet kezdett jelenteni, mint egyszerűen a gyermeki vonások, a törékenység, a megejtő viselkedés, az ártatlanság, egyszóval az „édes” vagy „cuki” tulajdonságok összessége. A kavaii egyaránt jelent szépet, aranyosat, illetve bájosat.
Mint kulturális jelenség a szórakozás, öltözködés, étel, játék, személyes kiegészítők, viselkedés, akcentus, kommunikációs forma (lásd példákat lejjebb) tehát az egész japán nemzeti identitás része lett. Mindazonáltal fogadtatása a japánok körében sem osztatlan: a szkeptikusok az infantilizmus jelének tekintik. Többek között elítéli Muraszava Hiroto, az oszakai Shoin Women’s University professzora.

## Jellemzői
A divat világában a fiatal nők populáris trendje, sok fodorral és habos rózsaszínnel, de ugyanakkor bármilyen a vásárlónak tetsző áru lehet kavaii, ha az illető így reagálja le a tetszését.
A kiegészítők díszítése valamely rajzfilmfigura gyermeki alakban történő ábrázolása (nagy szemek, nagy fej, tömzsi, alacsony test stb.).

### Példák

Egy kavaii repülőgép (Boeing 747)

- Az Evangelion egyik hősnője, Asuka az EVA–02 indításánál németül beszél,[2] de alig érthető kavaii japán akcentussal.
- A Kill Bill című filmben az egyik gyilkos, Júbari Gogo aranyos, ártatlan iskoláslánynak van öltözve.
- Pikachu, a Pokémon egy kitalált állata nemcsak a képernyőn, hanem alkalmanként a japán légijáratok oldalán is feltűnik.
- Mind a 47 prefektúrának van saját aranyos (korábban szerencsehozó, manapság inkább reprezentáló) kabalafigurája.
- A japán rendőri erők közül jó párnak van saját kabalafigurája, amit a kóban (交番), a rendőrség azonnali elérhetőségét biztosító telefonfülke vagy callbox homlokzatán helyeznek el, például rendőrmaci.
- A Hello Kitty-kultusz és a cicás repülőgép: ezüst plüssülések rózsaszín fejvédőkkel.
- A Doraemon cica: csak Japánra jellemző, külföldre nem exportálták, olyan, mint Magyarországon a Futrinka utca volt.

Majd minden animében és mangában van példa arra, hogy szerepeltetnek egy apró állatot, csak hogy „gyerekbarátabbnak” tűnjön. A „komolynak” szánt történetekre (Death Note, Ruróni Kensin) nem jellemző.
- A Sódzso kakumei Utenában Csucsu, az egér
- Az Evangelionban PenPen, a melegvízi pingvin
- Mai-Otoméban Mikoto, a macska
- A Sailor Moonban Csibiusza Luna P-je (és maga Csibiusza is)
- A Bleachben Chappy, a nyuszi

### Ki „kavaii”?
Vágvölgyi B. András Tokyo Underground című könyvében is megemlékezik erről a jelenségről. Eszerint a japán diáklányok között a három leggyakrabban elhangzó szó a „hontó” („tényleg?”), „uszo” („na ne!” vagy „ne már!”, szó szerint: hazugság), illetve a „kavaii” („cuki”).
A „cukiság” megnyilvánulási formái manapság elvárásnak számítanak, társadalmi képet formáló erővé léptek elő. Az egyre inkább elamerikanizálódó Japánban, ahol egyre inkább teret nyer a fiatalok körében az erőszak és az agresszió, a „cukiság” mint pozitív értékmérő jelenik meg. A japán diáklányok például sokszor beszélnek magukról egyes szám harmadik személyben, ami egy 14-15 éves lány esetében egy nyugati ember szemében nevetségesnek tűnhet. Ám Japánban ez egyet jelent azzal, hogy az adott lány még „kislány” vagy „kisgyerek”, ezért aranyos is.
A kavaiimánia legoszloposabb példája az AKB48 zenekar, amely többnyire hamiskás, elálló fülű, néha kusza fogú vagy kancsal, ugyanakkor nagyon „aranyos” kislányokból áll össze. Rájuk is jellemző viselet a habos ruha, vagy az alig térdig érő modern kimonó, tagjaikat pedig állandóan cserélik, nehogy „kiöregedjenek”.
Ha elérik a felnőttkort, a producerek tehetségkutató versenyt írnak ki, hogy a felszabaduló helyet betöltsék. Megfigyelhető az is, hogy a csapat idősebb lánytagjai is mesterségesen „lebutítják” magukat egy tizenkét éves kislány szintjére, hogy még aranyosabbnak tűnjenek.

## Más kultúrák
A kifejezetten japán módra aranyos termékekkel óriási forgalmat bonyolítanak le külföldön is, nagy befolyást gyakorolva ezzel más országok, így Kína, Tajvan és Dél-Korea, és természetesen a nyugati államok e teret lefedő, elsősorban üzleti szempontokat a szemük előtt tartó gondolkodására. A kavaii megfelelője Koreában az egjo, Kínában pedig a szacsiao.
Sok nyugati popkultúrában a japán szó (kavaii, 可愛い) egy lett azon jövevények hosszú sorában, amivel már gazdagította a távol-keleti állam az idegen szótárakat.

## Brian McVeigh és Donald Richie
Társadalomkutatók, mint Brian McVeigh és Donald Richie kijelentése szerint a jelenség „nem csupán a divat körforgásának egyszeri hóbortja, sokkal inkább a mindennapi élet ’mértékadó’ esztétikuma”.
A két fenti kutató véleménye szerint a kavaii egyfajta társadalomkritika. Az egyik nézőpont szerint felfutása többek között annak (is) köszönhető, hogy a Távol-Keleten (elsősorban Japánt értve ez alatt) sosem volt jelentős feminista irányzat. A másik nézőpont a nyugati nők visszatérését látja benne a gyermeki, nőies, védettségre szoruló attitűdökhöz.
Felfogásukat többen (az interneten különböző fórumokon) vitatták, elsősorban olyanok, akik valóban éltek Japánban, tapasztalták a jelenséget, és óva intettek, a kavaii filozófiai síkra terelésétől, azon kívül, hogy a japánok (is) szeretik az aranyos dolgokat.